# Chapelle du Saulce-d'Island
La chapelle du Saulce, sous le vocable de Notre-Dame-du-Saint-Saulce, est une chapelle située à Island, en France. Avec la ferme voisine et un étang asséché, elle est la trace visible d'une grande commanderie templière établie au XIIe siècle puis hospitalière entre les villages d'Island et de Tharoiseau.

## Localisation
La chapelle est située dans le département français de l'Yonne, sur la commune d'Island, proche de la route qui relie Avallon à Vézelay. Ne pas confondre avec la commanderie du Saulce-d'Escolives (Escolives-Sainte-Camille au sud d'Auxerre), au Moyen-Âge, plusieurs commanderies portaient ce nom (Saulce ou Sausse) en Bourgogne. Le domaine de la commanderie s'étendait autrefois jusqu'au village voisin de Tharoiseau, aujourd'hui marcheurs et cyclotouristes qui empruntent l'itinéraire du chemin de Compostelle qui traverse ce village regrettent qu'il n'y ait pas de passage vers cette chapelle.

## Description
Proches de la règle de saint Benoît, les Templiers construisaient sobre mais pas sans harmonie, et cette chapelle est bien dans cet esprit. De plan rectangulaire de 24 m sur 8,50 m, c'est surtout la hauteur du bâtiment (17 m sous la voûte) qui fait son élégance. La nef à trois travées, sans abside, est bien éclairée par de hautes fenêtres à meneaux trilobés, la voûte du plafond est supportée par des arcs-doubleaux et croisées d'ogives. Le portail s'ouvre sur la façade à pignon soutenue à gauche par un contrefort et à droite par la tour d'angle à meurtrières qui cache l'escalier menant à la charpente, selon une disposition typique de plusieurs chapelles templières. Au-dessus de la porte sans linteau visible, le tympan s'inscrit sous une archivolte à deux arcs en plein cintre et porte la sculpture endommagée d'une Vierge à l'enfant entre deux personnages agenouillés et barbus, peut-être des donateurs représentés en templiers (ce qu'ils étaient peut-être). Il a dû exister un porche au-dessus du portail supporté par les quatre corbeaux encore présents sous le larmier à la base de la fenêtre. La statue de Notre-Dame-du-Saulce, d'un style populaire, est visible dans l'église du village voisin de Pontaubert.

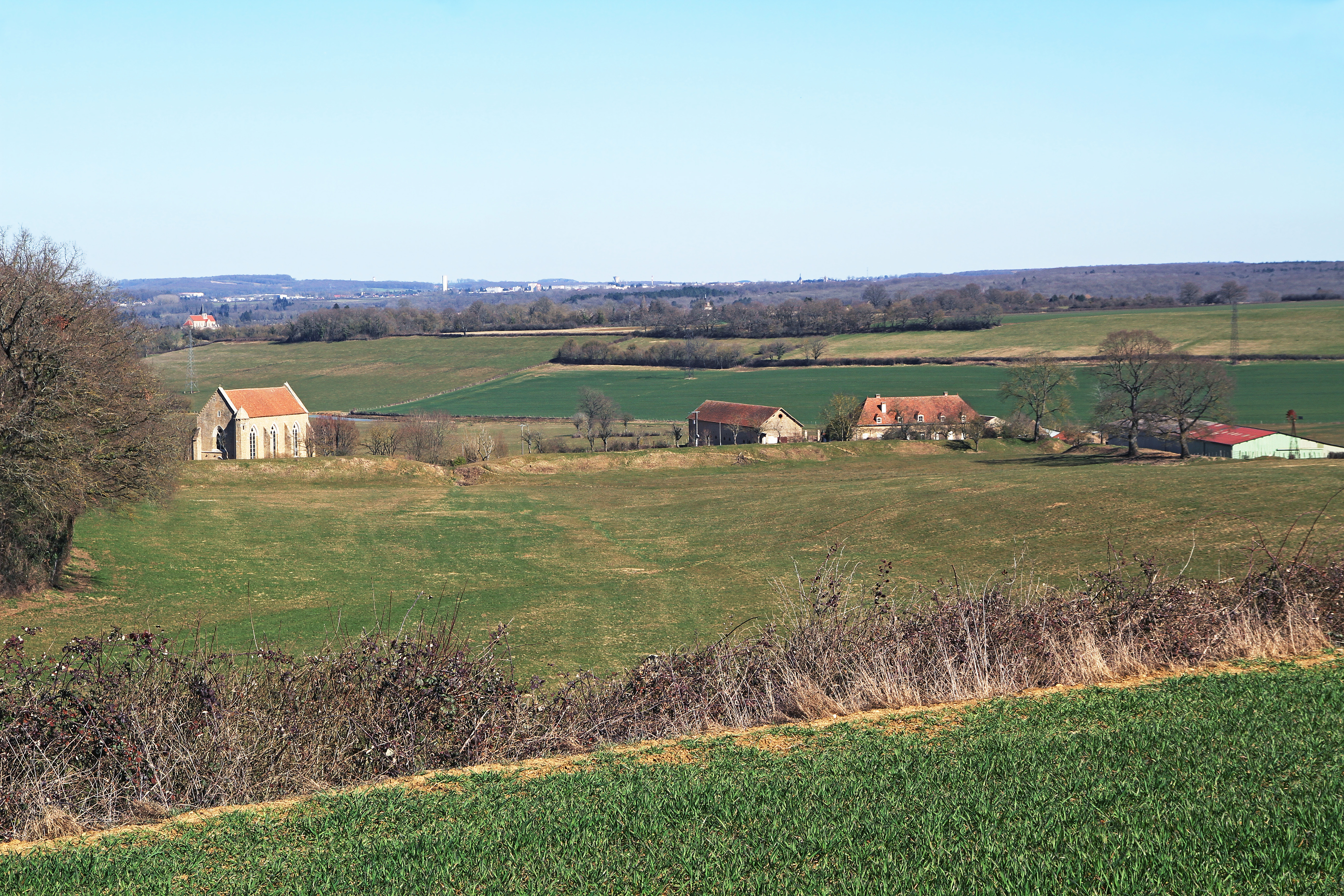
Ferme du Saulce-d'Island. Depuis la haie jusqu'à la digue (dite chaussée) devant la chapelle, le champ était un réservoir d'eau.
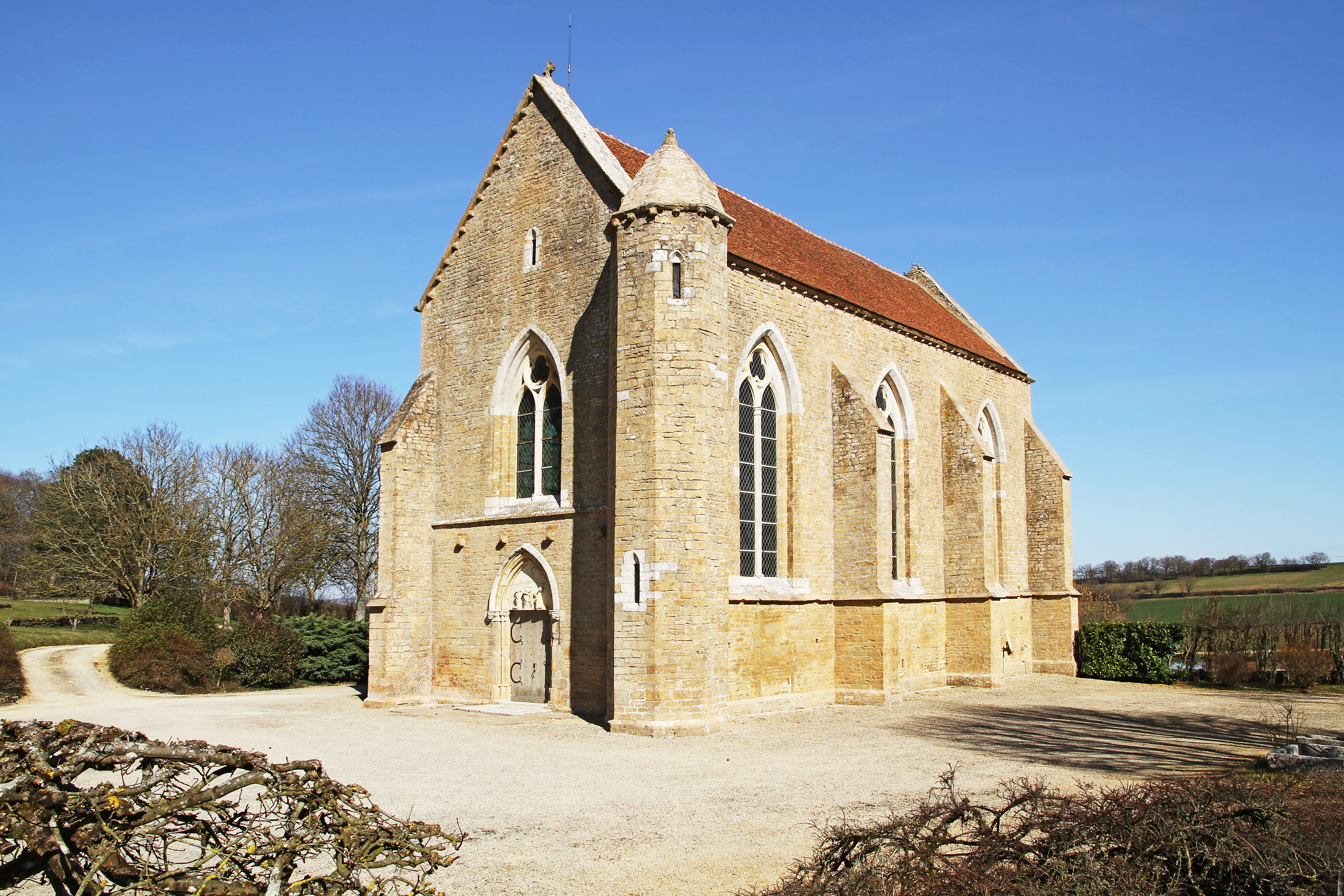
Chapelle templière, restée d'une grande commanderie établie au XIIe siècle.
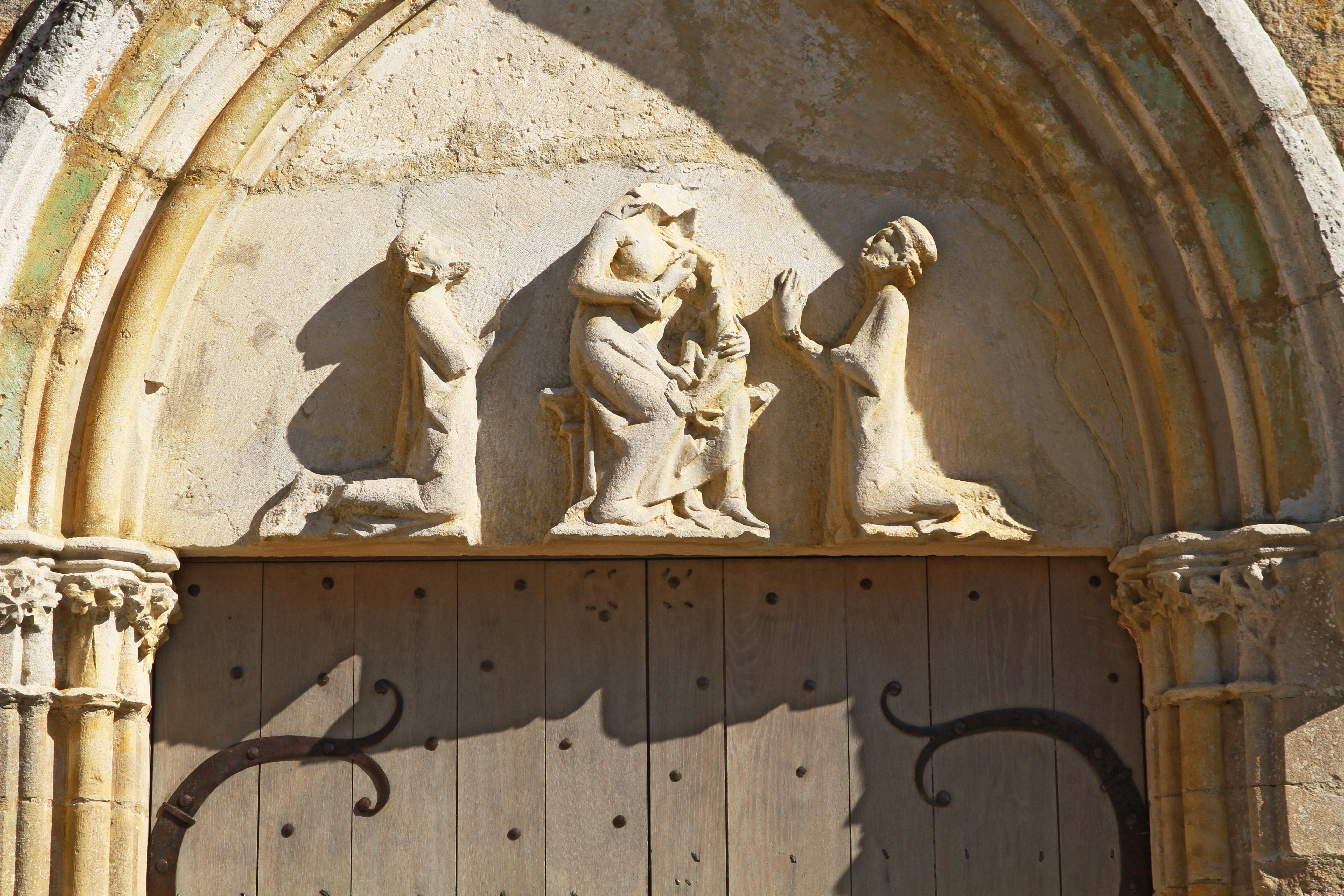
Tympan représentant la vierge à l'enfant entre deux chevaliers agenouillés.

## Historique
Mêlant des activités agricoles, viticoles, animales et forestières, la commanderie templière du Saulce-d'Island s'étalait sur près de 200 hectares, la cinquantaine de moines permanents devaient employer près de cent cinquante convers. « Il faut imaginer un grand ensemble de bâtiments agricoles et viticoles (granges, étables, bergeries… ), des dépendances diverses (armurerie, remises, ateliers…) qui complétaient les dortoirs et réfectoires des moines, ainsi que les habitations des bergers, des laboureurs et de leurs familles ». La chapelle actuelle aurait remplacé une autre plus ancienne, Jacques-François Baudiau dans son essai sur le Morvan en situe la construction vers 1209. À proximité du chemin de pèlerinage (qui existe encore en tant que sentier G.R.) qui relie Avallon à Vézelay, on peut penser que leurs activités de protection des pèlerins qui rendaient les routes plus sûres, ont amené les Templiers à adapter leurs constructions à leur montée en puissance qui leur sera fatale. Comme beaucoup d'autres biens des Templiers, à la suite de leur disgrâce au début du XIVe siècle, les bâtiments (en même temps que ceux des autres commanderies alentour, dont notamment celle du Saulce-d'Escolives), seront confiés aux Hospitaliers de l'ordre de Saint-Jean de Jérusalem installés à Pontaubert tout près de là, eux aussi sous la forme d'une commanderie hospitalière. Les convers et leurs familles seront dès lors sous la justice du seigneur d'Island qui délègue moyenne et basse justice au commandeur hospitalier. Victime des guerres de Religion, la chapelle est incendiée en 1569 et sera reconstruite par le commandeur des Hospitaliers. Jusqu'à la Révolution le domaine continuera d'être exploité, mais les lieux n'étant plus habités par les moines, les bâtiments disparaîtront peu à peu. Vendue comme bien public, elle deviendra une étable et fera même partie au XIXe siècle d'une de ces fermes modèles initiées sous Louis-Philippe où étaient mises en œuvre les dernières techniques et innovations en matière d’agriculture. Après avoir connu plusieurs propriétaires, elle est devenue aujourd'hui une résidence privée habitée visible de l'extérieur à certaines occasions. Les occupants ont entièrement rénové ce bâtiment (qui était encore une étable quand ils l'ont acquis) avec un respect évident de ce patrimoine, y compris à l'intérieur où l'aménagement a été réalisé de manière non destructive et démontable pour préserver ce monument historique. Cet aménagement a pu être vu dans une émission produite par la chaîne de télévision française M6.
L'édifice est classé au titre des monuments historiques en 1960.

## Source Sainte-Anne
À côté de la chapelle se trouve la source Sainte-Anne qui était un lieu de déférence religieuse pour les nourrices.
Un peu plus loin l'importante « chaussée du réservoir »  de 200 m de long et cinq mètres de haut était une digue de retenue d'un vaste étang qui pouvait abreuver la cavalerie et le bétail, et servait de réserve en cas de sécheresse. Ce n'est plus qu'un champ où se trouve encore la source d'alimentation sous un petit abri maçonné.